# Aluvale
Vale do Rio Doce Alumínio S.A., também conhecido como Aluvale foi uma divisão de alumínio da Vale.

## História
Em 1967, foi criada a Mineração Rio do Norte, uma sociedade entre a Vale do Rio Doce e a Alcan.
Em fevereiro de 1978, o governo brasileiro criou o Programa Especial de Desenvolvimento Regional e da Infraestrutura do Complexo Alumínico Albrás-Alunorte. Em dia 20 de junho de 1978, foram assinados diversos acordos pela Companha Vale do Rio Doce, Valenorte, Albrás, Alunorte e NAAC.
Foram assinados contratos de transferência de tecnologia, de assistência técnica industrial e de licenciamento de patentes entre a a Albrás e a Mitsui Aluminium, uma das acionistas da NAAC.
O Projeto da Albras foi criado como uma associação entre a CVRD (51%) e a NAAC (49%) para a produção de alumínio. A construção teve início em 1981, tendo sido escolhido o município de Barcarena, às margens do rio Tocantins, na baía de Marajós, em razão de sua localização estratégica para construção de um porto e da proximidade da capital.
A fábrica deveria ser suprida com a alumina produzida pela Alunorte.
Foi instalada a Valesul no bairro carioca de Santa Cruz, zona oeste da cidade do Rio de Janeiro, no ano de 1982, tendo sido a quarta fábrica no país a produzir alumínio primário. A empresa foi criada a partir de uma associação feita entre a CVRD (55%) e a Billiton Metais/Shell (45%), representando um marco na produção brasileira, que pela primeira vez chegava à autossuficiência em alumínio.
A primeira linha de produção da Albras foi inaugurada em 1985, com a implantação final em 1991.
A Alunorte foi criada por meio de uma associação entre a Companhia Vale do Rio Doce (60,5%) e a NAAC (39,5%), tendo sido implantada junto à fábrica da Albrás em Barbacena (PA), com objetivo de produzir alumina para abastecer a Albras.
O projeto enfrentou atrasos em virtude da conjuntura do mercado internacional do alumínio, em meados dos anos 1980. O capital da NAAC na empresa foi reduzido e ingressaram novos sócios, como a MRN e CBA, e posteriormente a Norsk Hydro.
A Alunorte iniciou suas operações em 1995, quando foi inaugurado o Depósito de Resíduos Sólidos.
Em 2005, a CVRD exercendo seu direito de acionista, adquiriu a parte da Shell, que saiu do projeto. No ano seguinte, em 2006, é a vez da BHP Billiton à vender sua participação na Valesul, tornando a CVRD como o único controlador.
Em 2010, a Vale vendeu os ativos da Valesul para a Alumínio Nordeste, empresa do grupo Metalis.
Em 2011, a Vale anunciou a conclusão da transação com a Norsk Hydro ASA (Hydro) para transferir todas as suas participações na Albras - Alumínio Brasileiro, Alunorte - Alumina do Norte do Brasil e Companhia de Alumina do Pará (CAP).  A Vale também criou a empresa Mineração Paragominas (Paragominas) e transferiu a mina de bauxita de Paragominas e todos os seus demais direitos minerários de bauxita do Brasil. A Vale vendeu 60% da Paragominas à Hydro e os outros 40% foram vendidos até 2016.
Em 2023, a Vale vendeu os 40% da participação que detinha na Mineração Rio do Norte (MRN) para a Ananke Alumina, uma empresa afiliada à Norsk Hydro ASA (Hydro).